# Stainach-Pürgg
Stainach-Pürgg är en kommun i  distriktet Liezen i förbundslandet Steiermark i Österrike. Kommunen bildades 1 januari 2015 genom en sammanslagning av kommunerna Stainach och Pürgg-Trautenfels. Huvudort är Stainach. 
Kommunen består av sju orter (Ortschaften) (inom parentes invånarantal 1 januari 2024):
- Niederhofen (64)
- Pürgg (146)
- Stainach (1 814)
- Trautenfels (136)
- Unterburg (270)
- Untergrimming (116)
- Zlem (165)